# Maria van Antwerpen

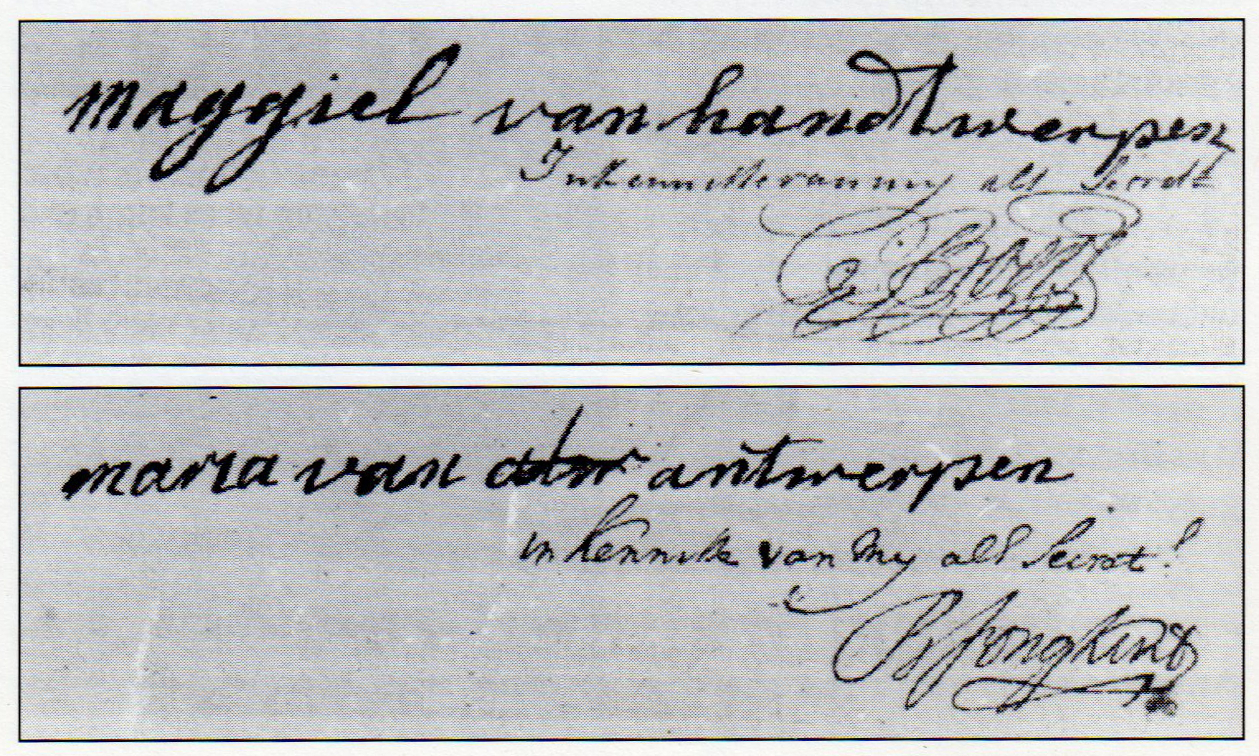
De handtekening van Maria van Antwerpen onder haar eigen naam en die als Maggiel van Handwerpen.

Maria van Antwerpen (Breda, gedoopt 17 januari 1719 – aldaar, begraven 16 januari 1781) was een Nederlandse vrouw die een uitzonderlijk goed gedocumenteerd leven heeft geleid als transseksueel. Haar leven biedt inzicht in de levens van de vele vrouwen die in de 18e eeuw als man door het leven gingen. Maria trad driemaal in dienst als soldaat, en was achtereenvolgens gelegerd in Grave, Breda, Zwolle en Amsterdam. Ook huwde ze tweemaal met een vrouw; op 21 augustus 1748 in Coevorden als Jan Vanant met Janna Cramers en op 9 augustus 1762 als Michiel van Antwerpen met Cornelia Swartzenberg.

## Veroordelingen
Ze werd tweemaal ontmaskerd. Maria werd veroordeeld door een krijgsraad in Breda (1751) en door een rechtbank in Gouda (21 februari 1769). In Breda werd ze veroordeeld tot verbanning uit Brabant en Limburg en alle garnizoenssteden. In Gouda werd ze veroordeeld tot verbanning uit Holland en West-Friesland. Haar eerste drie verhoren ondertekende ze als man, maar tijdens het vierde verhoor bekende ze een vrouw te zijn en ondertekende ze met haar echte naam.
In Gouda werd Maria van Antwerpen alias Machiel van Antwerpen veroordeeld vanwege travestie en omdat ze een onwettig huwelijk was aangegaan als Johannes van Antwerpen met ene Johanna Martina Cramers. Ook wendde zij — bij de doop — voor de vader te zijn van een zoon van Cornelia. Bij haar verhoor gaf zij aan dat zij "In de natuur een manspersoon, maar uiterlijk een vrouwspersoon" was. Als Johannes of als Machiel van Antwerpen had zij in 1746 dienst genomen voor zes jaar in de compagnie van kapitein Trip in het regiment van luitenant-generaal Veldman.